# گورستان چپ دره
گورستان چپ دره مربوط به دوره ساسانی است و در شهرستان دره‌شهر، بخش بدره، دهستان هندمینی، روستای حرانمر واقع شده است. این اثر در تاریخ ۳۰ دی ۱۳۸۵ با شمارهٔ ثبت ۱۶۹۳۳ به عنوان یکی از آثار ملی ایران به ثبت رسیده است.